# Choei Sato
Choei Sato (佐藤 長栄, Sato Choei, Yamagata, 15 april 1951) is een Japans voormalig voetballer die als doelman speelde.

## Clubcarrière
In 1970 ging Sato naar de Chuo University, waar hij in het schoolteam voetbalde. Nadat hij in 1974 afstudeerde, ging Sato spelen voor Furukawa Electric. Met deze club werd hij in 1976 en 1985/86 kampioen van Japan. Sato veroverde er in 1976 de Beker van de keizer en in 1977, 1982 en 1986 de JSL Cup. In 14 jaar speelde hij er 142 competitiewedstrijden. Sato beëindigde zijn spelersloopbaan in 1988.

## Japans voetbalelftal
Choei Sato debuteerde in 1978 in het Japans nationaal elftal en speelde 1 interland.

## Statistieken
| Japans voetbalelftal | Japans voetbalelftal | Japans voetbalelftal |
| Jaar                 | Wed.                 | Dlp.                 |
| -------------------- | -------------------- | -------------------- |
| 1978                 | 1                    | 0                    |
| Totaal               | 1                    | 0                    |